# Приятелки и съпернички
„Приятелки и съпернички“ (на испански: Amigas y rivales) е мексиканска теленовела, създадена и продуцирана от Емилио Лароса, режисирана от Салвадор Гарсини и Хосе Анхел Гарсия за Телевиса през 2001 г.
В главните роли са Мишел Виет, Анхелика Вале, Лудвика Палета, Адамари Лопес, Арат де ла Торе, Джони Лосада и Габриел Сото, а в отрицателните - Хоана Бенедек, Родриго Видал, Алехандро Авила и Сусана Гонсалес. Специално участие вземат Рене Стриклер, Ернесто Лагуардия, Найлеа Норвинд, Едуардо Сантамарина и първите актьори Ерик дел Кастийо и Рафаел Инклан.

## Сюжет
Историята разказва за красиви и млади 21-годишни момичета и момчета с различни социални статути.
Една от тях е Лаура – момиче от средната класа. Тя е искрена, трудолюбива и сериозна, затова се учи да борави с компютър в частен университет. Точно там се запознава с Химена де ла О. Първоначално между тях има доста недоразумения, но впоследствие се заражда силно приятелство.
Химена е типичната богаташка дъщеря. Разпуснато момиче е, за което секса е просто за развлечение.
Офелия е най-добрата приятелка на Химена, също богаташка. Както и Химена, Офелия започва опасния и весел начин на живот. Но за нещастие, трагедията се случва и оставя отпечатък в нейния живот. Тя се разболява от СПИН. Това нещастие помага на Офелия да осъзнае реалността.
Четвъртото момиче е Найели. Найели работи като прислужница в дома на Химена. Нейната мечта е да стане звезда в Холивуд. По тази причина Найели живее като нелегална в САЩ и през цялото време трябва да се справя с неприятностите.
Друг герой е Роберто, по-големият брат на Химена. Той учи право. Найели случайно се запознава с Лаура, когато тя отива в университета, за да говори с Роберто. Найели и Лаура веднага стават приятелки, но в тяхното приятелство има криза, когато между тях застава Роберто. Въпреки това, на Лаура ѝ се налага да избира между Роберто и баща му – дон Роберто, когото Лаура обучава да работи на компютър. Лаура се възхищава на този човек. Той е пълна противоположност на баща ѝ – слабоволен човек без характер. Това предизвиква в душата на Лаура толкова непонятни чувства.
Роксана, втората съпруга на дон Роберто, много красива жена, която под маската на любяща и вярна жена, скрива престъпната си същност без съвест. Роксана мечтае за малкия на съпруга ѝ – Роберто. И за да го направи свой любовник, тя е готова на всичко.
Теленовелата показва истинските, реални неща, а най-важното – опасността, която преследва младите хора навсякъде по света, където света на парите може да унищожи всички хубави чувства.

## Актьори
- Мишел Виет – Лаура Гонсалес Урибе/Лаура Валтиера Урибе
- Анхелика Вале – Уенди Найели Перес Чакон
- Лудвика Палета – Химена Де ла О Теран
- Адамари Лопес – Офелия Вилада Рубалкава/Офелия Де ла О
- Хоана Бенедек – Роксана Брито де Де ла О/Каролина Вайехо
- Ерик дел Кастийо – Дон Роберто Де ла О
- Арат де ла Торе – Роберто де ла О Теран/Роберто Вайехо Теран
- Родриго Видал – Армандо дел Вайе
- Джони Лосада – Джони Тринидад
- Габриел Сото – Улисес Бариентос "Грозника"
- Рафаел Инклан – Рамон "Мончо"/Хакаранда/Мануел де ла Колина
- Сусана Гонсалес – Анхела Ривейра
- Рене Стриклер – Карлос Торебланка Виялобос
- Ернесто Лагуардия – Себе си
- Найлеа Норвинд – Паула Морел
- Клаудия Алварес – Приятелката на Бето
- Едуардо Сантамарина – Хосе Алкантара
- Майрин Вилянуева – Хеорхина Санчес
- Чела Кастро – Карлота Олмедо
- Еухенио Кобо – Педро Гонсалес
- Алисия Фар – Алма Урибе де Гонсалес
- Марисол Михарес – Андреа Гонсалес Урибе
- Карлос Мигел – Гилермо Моралес
- Мануела Имас – Тамара де ла Колина
- Фелисия Меркадо – Соня Виялобос вдовица де Торебланка
- Алехандро Авила – Себастиан Моралес
- Елиас Чипру – Луис Сантоси
- Дамян Мендиола – Адалберто Рамирес
- Алехандро де ла Мадрид – Роландо
- Мигел Палмер – Алберто Валтиера
- Империо Варгас – Йоланда
- Ирина Ареу – Гера
- Лорена Веласкес – Ицел де Де ла Колина
- Марина Марин – Аманда Перес Чакон
- Сойла Киньонес – Аделайда вдовица де Бариентос
- Руди Касанова – Антонио Коралес
- Серхио Де Фасио – Чема
- Серхио Акоста – Гардения
- Рикардо Силва – Хоакин Дорантес
- Едгар Понсе – Рикардо
- Луис Роберто Гусман – Франсиско
- Бинхамин Риверо – Едуардо
- Ана Лис Ривера – Марилу
- Клаудия Тройо – Моника
- Салим Рубиалес – Херман де ла Колина
- Рамон Валдес – Родриго
- Пауло Сесар Кеведо – Едгар Ромеро
- Марта Хулия – Маргарита Рейес Ретана
- Ширли – Хулиета
- Луис Кутуриер – Емилио Лароса
- Силвия Суарес – Леонора
- Арсенио Кампос – Отец Томас Вайехо
- Росанхела Балбо – Магдалена де Морел
- Маки Могилевски – Алехандра Дел Вайе
- Патрисия Рамирес – Наталия Солис
- Марикрус Нахера – Камелия
- Алехандра Гояс – Джесика
- Джоеми Бланко – Ребека
- Хорхе Вейтия – Мигел
- Едуардо Куерво – Оскар
- Ванеса Ариас – Исабел
- Хулио Бекър – Хавиер
- Кристиан Пастор – Ирене
- Клаудио Сорел – Лоренсо Ривейра
- Хуан Романка – Паскуал
- Мариана Ривера – Хуанита
- Абрил Кампийо – Сусана Рувалкаба
- Родриго Руис – Отец Емилиано
- Елисабет Алварес – Росио дел Торо
- Бибелот Мансур – Стефани
- Келчи Арисменди – Хисела
- Пабло Осуна – Октавио
- Фабиан Фуентес – Браян Перес
- Карен Сандовал – Хема Перес
- Анхел Клод – Джонатан Перес
- Мария Луиса Коронел – Майката на Джони
- Хосе Антонио Естрада – Бащата на Джони
- Ана Хали – Хосефина
- Хоана Брито – Майка игуменка
- Алехандро Калва – Хорхе
- Енрике Идалго – Енрике Монтегарса
- Алондра Торес – Дженифър
- Салвадор Гарсини – Себе си
- Хосе Анхела Гарсия – Себе си
- Амелия Сапата – Кара
- Артуро Лорка – Хулио
- Бенхамин Ислас – Комендант
- Хосе Луис Ресендес – Хуан
- Густаво Негрете – Лекар
- Хорхе Роблес – Китаеца
- Хуан Анхел Еспарса – Франсиско
- Нестор Леонсио – Алфредо
- Марко Муньос – Следовател
- Раул Масияс – Динамита
- Роберто Тейо – Силвио
- Росио Ябер – Майката на Франсиско
- Силвия Валдес – Бианка
- Роджър Къдни – Господин Джоунс
- Рубен Моралес – Бащата на Офелия
- Таня Прадо – Лорена
- Алехандра Граня – Даниела
- Жан – Хулио
- Итати Канторал – Гост звезда
- Кристиан Тапан – Алехандро Поленс
- Хеновева Перес – Доня Милагрос
- Едгар Енрике Гарсия Монкада – Болеро

## Премиера
Премиерата на Приятелки и съпернички е на 26 февруари 2001 г. по Canal de las Estrellas. Последният 185 епизод е излъчен на 9 ноември 2001 г.

## Адаптации
- Приятелки и съпернички (2007), бразилска теленовела, продуцирана от Ес Бе Те, с участието на Какау Мело, Карла Тенорио, Лисандра Пареде и Тайс Пачолек.

## В България
В България сериалът е излъчен за пръв път през 2002 г. по bTV. Ролите се озвучават от Татяна Захова, Лиза Шопова, Красимира Кузманова, Даниел Цочев и Александър Митрев.
Повторенията му са излъчени по Диема Фемили през 2007 г., като дублажът е записан наново. Ролите се озвучават от Ани Василева, Христина Ибришимова, Десислава Знаменова, която за кратко е заместена от Ирина Маринова, Здравко Методиев, Димитър Иванчев и Силви Стоицов. Преводачи са Екатерина Късметлийска, Катя Диманова, Райка Костакиева, Силвия Илиева, Венета Сиракова, Мариана Китипова и Людмила Петракиева. Тонрежисьори са Стефан Дучев и Венцислав Станков, а режисьор на дублажа е Димитър Кръстев.